# Nymula cinerea
Nymula cinerea är en fjärilsart som beskrevs av Hans Ferdinand Emil Julius Stichel 1925. Nymula cinerea ingår i släktet Nymula och familjen Riodinidae. Inga underarter finns listade i Catalogue of Life.